# Укрдіпромез
48°28′22.81″ пн. ш. 35°2′28.10″ сх. д. / 48.4730028° пн. ш. 35.0411389° сх. д.
Укрдіпромез, Український державний інститут по проектуванню металургійних заводів — державна проєктна організація в Україні, розташована у місті Дніпро, що займається проєктуванням нових, реконструкцією й технічним переобладнання діючих металургійних підприємств.
Наказом Міністерства промислової політики України від 12 червня 1997 року № 254 ДП «Укрдіпромез» затверджений головним інститутом з комплексного проєктування металургійних заводів. Постановою Кабінету Міністрів України № 1734 від 23 грудня 2004 року інститут занесено у перелік підприємств, що мають стратегічне значення для економіки й безпеки держави.

## Історія
Укргіпромез засновано 24 липня 1958 року постановою Ради Міністрів УССР № 815 у Дніпропетровську на базі філіалу Державного інституту по проєктуванню металургійних заводів — Діпромезу (рос. Гипромез), розташованого у Москві. Філіал, на базі якого було створено інститут, було створено Наказом № 134 по комісаріату чорної металургії СССР від 13 березня 1944 року для відбудови підприємств чорної металургії після звільнення України під час ДСВ. До 1991 року інститут був установою Міністерства чорної металургії СССР. Станом на 1983 рік інститут мав 50 відділів, філіал у місті Маріуполі, бригади у Запоріжжі, Кривому Розі, Дніпродзержинську, Нікополі, а також у РСФСР у містах Волгограді, Таганрозі, Виксі.

## Діяльність
Основний напрям діяльності інституту — проєктування аглофабрик, доменних, сталеплавильних, прокатних і трубних цехів. Інститут проєктує й об'єкти допоміжного, обслуговуючого призначення. Інститут проєктує об'єкти як для України, так і для низки інших країн.

## Робота з ТОВ «Діпромез»
6 липня 2011 року у Дніпропетровську було зареєстровано приватне підприємство зі схожою назвою — ТОВ «Діпромез», що також спеціалізується на проєктуванні промислових об'єктів, зокрема, в металургії. За повідомленнями окремих інтернет-сайтів, протягом 2012 року компанія «Діпромез» перетягнула на себе більшу частку замовлень з проєктування об'єктів на промислових підприємствах України, а державне підприємство «Укрдіпромез» виступає лише в ролі субпроєктувальника по цих замовленнях, хоча й виконує більшу частку роботи. На роботу до «Діпромезу» за повідомленнями ЗМІ перейшло багато працівників (за де-якими повідомленнями — весь штат) зі штату «Укрдіпромезу». 17 червня 2013 року Антимонопольний комітет України ухвалив рішення про дозвіл компанії «MetInvest B.V.» (м. Гаага, Нідерланди), яка є співзасновником холдингу Метінвест Р. Ахметова, на придбання частки в статутному капіталі товариства з обмеженою відповідальністю «Діпромез», що забезпечує перевищення 50 % голосів у вищому органі управління товариства.

## Нагороди
- Почесна Грамота Президії Верховної Ради СРСР — 1976.[1]